# Don Mattrick

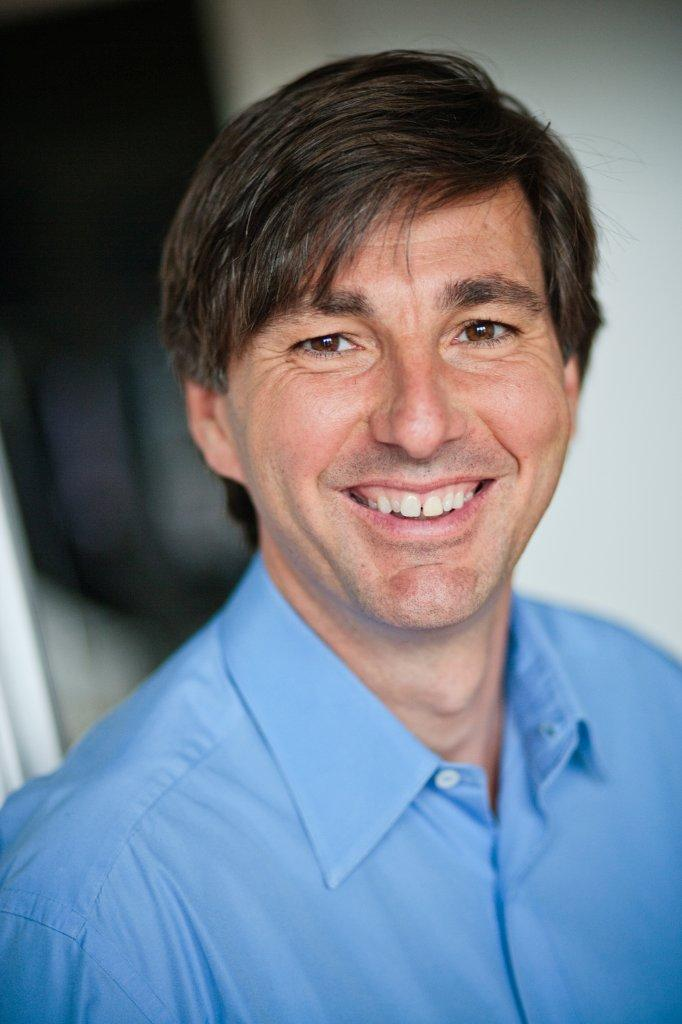
Don Mattrick, 2010

Don A. Mattrick (* 13. Februar 1964 in Vancouver, British Columbia) ist ein kanadischer Manager und ehemaliger Computerspielentwickler. Vom 1. Juli 2013 bis April 2015 war er CEO von Zynga. Vormals leitete er die Abteilung Interactive Entertainment Business bei Microsoft, die unter Mattrick für die Entwicklung und Vermarktung der Spielkonsole Xbox One verantwortlich war.

## Biografie
Mattrick war Mitgründer von Distinctive Software und nach dessen Verkauf an Electronic Arts beim selbigen beschäftigt. Er stellte als Präsident von Microsofts Interactive Entertainment Business am 21. Mai 2013 die neue Spielkonsole Xbox One (Projektbezeichnung: „Xbox Durango“) vor. Außerdem stellte er bei der Microsoft-Pressekonferenz auf der Electronic Entertainment Expo (E3) 2013 in Los Angeles nähere Details zur Xbox One, deren Hard- und Softwarekomponenten sowie einige der für die Xbox One erscheinenden Spiele vor.
Am 2. Juli 2013 wurde bekannt, dass Mattrick als neuer CEO umgehend zum Spieleentwickler Zynga wechseln werde. In der Berichterstattung wurde dieser Wechsel mit der als missglückt wahrgenommenen Produktvorstellung der Xbox One in Verbindung gebracht.
Am 9. April 2015 wurde gemeldet, dass Mattrick Zynga zugunsten des Firmengründers Mark Pincus umgehend verlassen würde, obwohl sich das Unternehmen bezüglich seiner Entwicklung auf dem richtigen Weg befunden habe. Ein Grund für den Wechsel könnte sein, dass es Zynga in der Vergangenheit zu lange versäumt hat, Spiele vorrangig für Smartphones zu entwickeln.